# Блаунтстаун (Флорида)
Блантстаун (енгл. Blountstown) град је у америчкој савезној држави Флорида. По попису становништва из 2010. у њему је живело 2.514 становника.

## Демографија
Према попису становништва из 2010. у граду је живело 2.514 становника, што је 70 (2,9%) становника више него 2000. године.
| Група             | 2000.         | 2010.         |
| Белци             | 1.582 (64,7%) | 1.667 (66,3%) |
| Афроамериканци    | 777 (31,8%)   | 701 (27,9%)   |
| Азијати           | 8 (0,3%)      | 12 (0,5%)     |
| Хиспаноамериканци | 17 (0,7%)     | 70 (2,8%)     |
| Укупно            | 2.444         | 2.514         |